# Pelastoneurus asciaeformis
Pelastoneurus asciaeformis är en tvåvingeart som beskrevs av Becker 1922. Pelastoneurus asciaeformis ingår i släktet Pelastoneurus och familjen styltflugor. Inga underarter finns listade i Catalogue of Life.